# Diplomys labilis
Diplomys labilis е вид бозайник от семейство Бодливи плъхове (Echimyidae).

## Разпространение
Видът е разпространен в Еквадор и Панама.